# Kubebe Corona
La Kubebe Corona è una struttura geologica della superficie di Venere.